# Françoise Gaudenzi-Aubier
Françoise Gaudenzi-Aubier (ur. 1943, zm. 20 marca 2004) – dyplomatka francuska.
Od lat 60. pracowała w Komisji Europejskiej. Specjalizowała się w problematyce rolnictwa. Uczestniczyła w negocjacjach dotyczących rozszerzania Unii Europejskiej, od 1998 kierowała zespołem negocjatorów Komisji Europejskiej ds. Polski.
W 2003 odznaczona Krzyżem Komandorskim z Gwiazdą Orderu Zasługi Rzeczypospolitej Polskiej.